# 基奈山脈

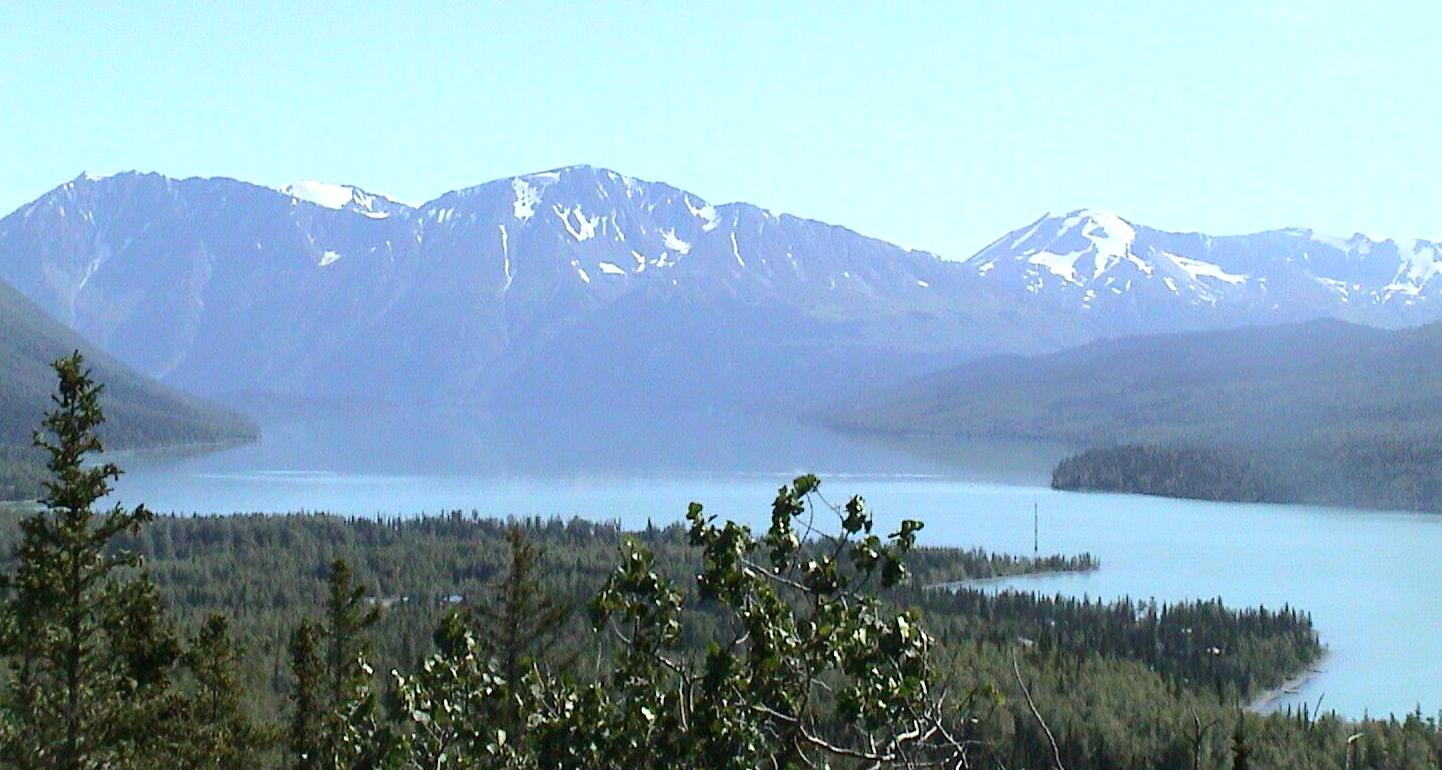

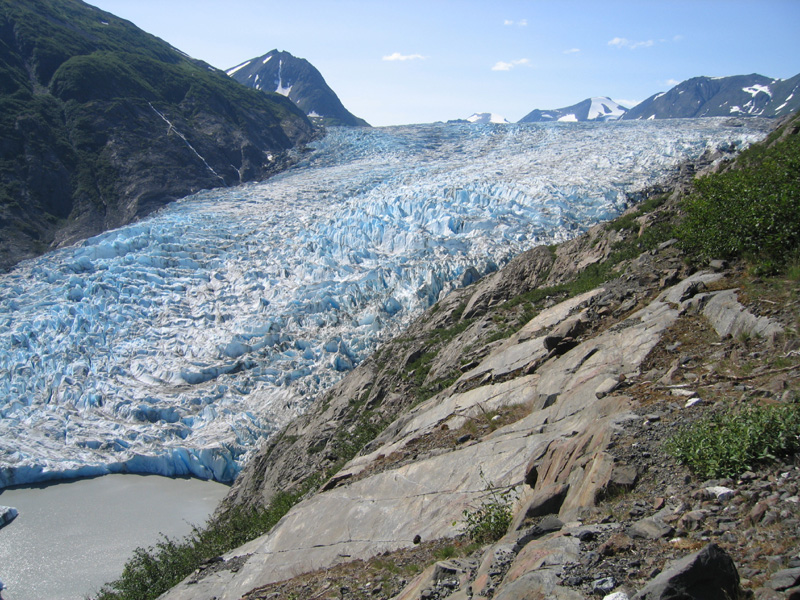

基奈山脈是美國的山脈，位於基奈半島南端，由阿拉斯加州負責管轄，長430公里、寬230公里，面積26,512平方公里，最高點海拔高度2,015米，該山脈由冰川覆蓋。
59°41′32″N 150°36′56″W / 59.69222°N 150.61556°W